# Кларк, Джордж Роджерс
Джордж Роджерс Кларк (англ. George Rogers Clark; 19 ноября 1752, Албемарл — 13 февраля 1818, Луисвилл) — американский военачальник, герой войны за независимость США. Кларк также известен как основатель поселения, позднее развившегося в город Луисвилл. Его брат Уильям Кларк — знаменитый путешественник.

## Биография

### Юность
Джордж Роджерс Кларк родился в округе Албемарл в Виргинии. Его предки были среди первых переселенцев, бежавших из Англии в правление Якова II. Он был вторым из десяти детей в семье, четверо его братьев позднее служили в армии во время войны за независимость, а самый младший брат Уильям в 1803—1806 годах возглавлял Экспедицию Льюиса и Кларка. С девятнадцати лет Кларк совершал экспедиции на запад по территории Виргинии и по реке Огайо в Кентукки.

### Война за независимость
Когда Кларку было двадцать четыре года, он уже обладал большим авторитетом среди поселенцев. В июне 1776 года часть поселенцев в Кентукки захотела присоединиться к Виргинии. Кларку было доверено провести переговоры с губернатором Виргинии Патриком Генри, а затем он был назначен руководителем милиции вновь образованного на территории поселенцев графства.
С 1777 года в Кентукки обострились боевые действия между американскими сепаратистами и индейцами, которых снабжали британцы (в первую очередь, вице-губернатор Генри Гамильтон из форта Детройт). Континентальная армия не имела достаточно людей, чтобы послать подкрепление в Кентукки, поэтому поселенцы были вынуждены рассчитывать на самих себя. В июле 1778 года Кларк со 175 людьми организовал экспедицию к северу от реки Огайо в область, известную как Северо-западные территории (территорию современных Огайо, Индианы и Иллинойса). К февралю 1779 года он занял ряд британских фортов и пленил Гамильтона. Однако главная цель Кларка — занятие форта Детройт — так и не была выполнена из-за нехватки сил.
В 1780—1782 годах Кларк потерпел несколько болезненных поражений, что однако не помешало Томасу Джефферсону, на тот момент губернатору Виргинии, в 1781 году присвоить Кларку звание бригадного генерала. Версальский мирный договор в 1783 году закрепил за Штатами Северо-Западные территории.

### Жизнь после Войны за независимость США

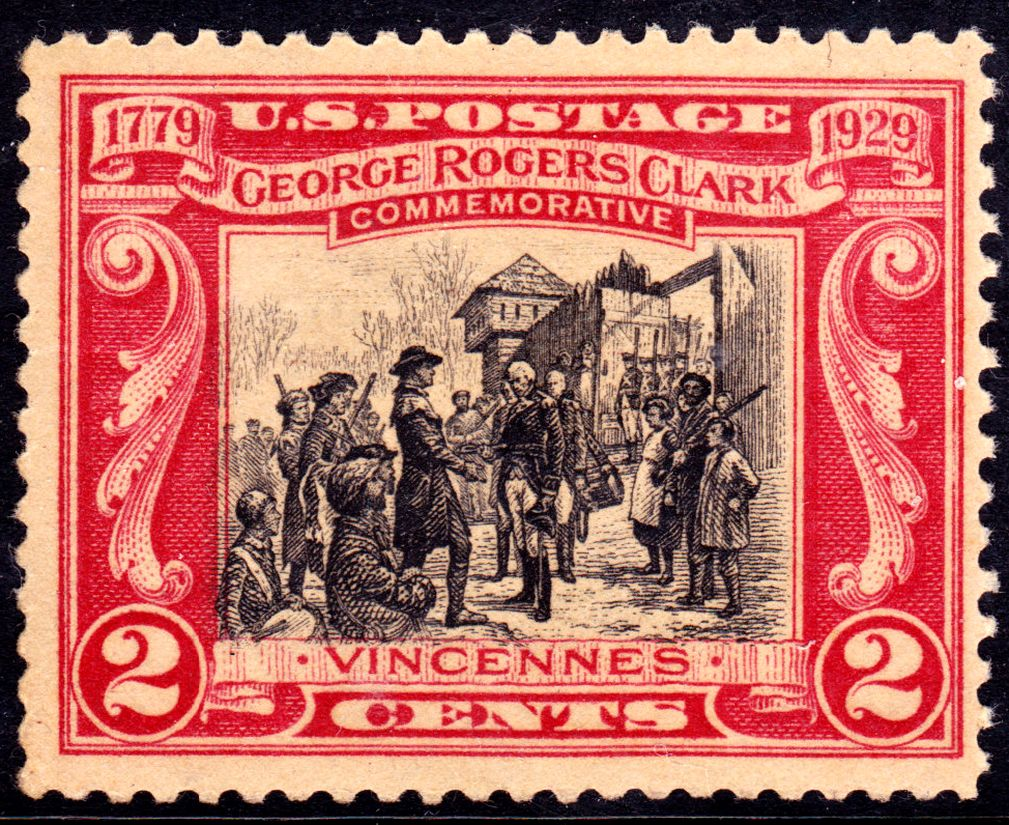
Почтовая марка США, посвященная Джорджу Кларку

До 1788 года Кларк занимал пост суперинтенданта по делам ветеранов. В 1790 году он возглавил поход против индейцев, который был вынужден прекратить из-за волнений среди солдат. Вскоре он покинул Виргинию и переехал в Индиану. Кларк получил в собственность большой участок земли, но при этом его преследовали финансовые трудности и долги. Чтобы спасти свою землю от кредиторов, Кларк раздал участки друзьям и родственникам, но те ничего не вернули. Таким образом, практически всё состояние было утрачено. Постепенно у Кларка развился алкоголизм.
В 1809 году он пережил инсульт. Полученная при этом травма (ожог от падения в камин) привела к ампутации ноги. Последние годы Кларк жил в доме мужа сестры Уильяма Крогана в Локаст-Гроув недалеко от Луисвилла. Повторный инсульт девять лет спустя Кларк не пережил. Умер 13 февраля 1818 года и был похоронен на местном кладбище. В 1869 году тело Кларка было перезахоронено на кладбище Cave Hill Cemetery в Луисвилле.

## Память
Его именем названы город и округ в штате Индиана.